# Alto Bela Vista
Alto Bela Vista es un municipio brasileño del estado de Santa Catarina. Tiene una población estimada al 2022 de 1 856 habitantes. Pertenece a la Región metropolitana de Contestado.

## Historia
El primer pionero de la localidad, Vicente Duarte, se estableció en 1888. En 1912 se establecieron inmigrantes de origen alemán. La agricultura fue la principal actividad económica de los primeros habitantes. En 1953 se creó como distrito bajo el nombre de Volta Grande, y adoptó el nombre de Alto Bela Vista en diciembre de 1992. Se emancipó el 4 de julio de 1995.
Prevalece la actividad agrícola en el municipio, además de la ganadería, la leche, carne y la producción de maíz, frijol y avicultura.